# Juan Francés de Iribarren
Pour les articles homonymes, voir Iribarren.
Juan Francés de Iribarren, né à Sangüesa en 1699 et mort à Malaga le 2 septembre 1767, est un compositeur espagnol de la période baroque.